# John Hunn

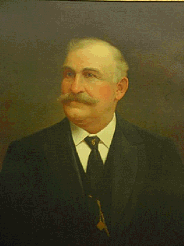

John Hunn (23 de junho de 1849 - 1 de setembro de 1926) foi um político norte-americano que foi governador do estado do Delaware, no período de 1901 a 1905, pelo Partido Republicano.